# Skylanders: Imaginators
Skylanders: Imaginators is een computerspel dat is ontwikkeld door Toys For Bob en uitgegeven door Activision. Het computerspel is uitgebracht in oktober 2016 voor de PlayStation 3, PlayStation 4, Wii U, Xbox 360 en Xbox One. Een versie voor de Nintendo Switch verscheen op 3 maart 2017.

## Beschrijving
De speler moet in het spel puzzels oplossen, platformen beklimmen en tegen vijanden vechten om zo verder te komen.
Imaginators werkt met echte figurines die de speler kan gebruiken in het spel. De speler moet Skylanders-figuren op een basisstation plaatsen, om deze vervolgens in het spel te kunnen gebruiken. In totaal zijn er 30 figuurtjes die het spel ondersteunt. Voor het eerst in de serie is het ook mogelijk om zelf personages te maken.
Aan het begin van het spel kiest de speler een klasse, zoals Ridder, Breker, Schildwacht, Magiër of Ninja, en een basisklasse uit de tien elementen van de Skylanders-serie. Deze keuzes bepalen hoe men met het personage kan vechten.
Zowel Crash Bandicoot en Doctor Neo Cortex verschijnen als gastpersonages met hun eigen level in de PlayStation-versies.

## Ontvangst
Skylanders: Imaginators werd positief ontvangen in recensies. Op verzamelwebsite Metacritic heeft het spel een score van 79% voor de PlayStation 4-versie, 78% voor de Xbox One-versie, 77% voor de Wii U-versie, en ten slotte 72% voor de Switch-versie.
In de eerste maand werden slechts 66.000 exemplaren verkocht, waarmee het spel niet voldeet aan de verwachte verkoopcijfers van Activision.